# Kalorama (Beek)
Kalorama was een Nederlands tuberculose-sanatorium en is thans een zelfstandige zorgorganisatie in het Gelderse Beek.

## Geschiedenis
In 1920 werd door de broeders van Sint-Johannes de Deo een landhuis gekocht ten behoeve van het sanatorium. Het werd een Rooms-Katholiek herstellingsoord voor mannen en jongens, alhoewel mannen en jongens van andere gezindten ook welkom waren. Patiënten kregen een wandel- en/of een werkkuur voorgeschreven. In 1953 werd besloten tot een grondige verbouwing van het sanatorium, omdat de voorzieningen gedateerd waren en de lighallen tijdens de Tweede Wereldoorlog waren beschadigd. Vanwege de afname van het aantal tuberculosepatiënten veranderde de bestemming in 1958 in een verpleeghuis, de naam Kalorama bleef echter.

## Wandeltocht
Sinds 1936 wordt jaarlijks de zogenaamde Kalorama-wandeltocht georganiseerd. De opbrengst van de wandeltocht was vroeger ten bate van het sanatorium en thans van het verpleeghuis.